# 芬妥木单抗
芬妥木单抗（INN：Figitumumab；开发代号：CP-751871）是一种针对胰岛素样生长因子1受体的单克隆抗体，已被研究用于治疗多种癌症，例如肾上腺皮质癌和非小细胞肺癌。
这种药物由辉瑞公司开发，但他们于2011年1月停止了该药物的开发并停止了生产。

## 临床试验
第一个III期试验（针对非小细胞肺癌）因死亡人数过多而于2009年12月暂停，但其他试验仍在继续。
它将被纳入I-SPY2乳腺癌试验中。